# Droga krajowa B227 (Niemcy)
Droga krajowa 227 (niem. Bundesstraße 227, B 227) – niemiecka droga krajowa przebiegająca  z północy na południowy zachód i łączy drogę B226 w Gelsenkirchen z autostradą A52 koło miejscowości Breitscheid w Nadrenii Północnej-Westfalii.
Droga krajowa 227n (niem. Bundesstraße 227n, B 227n) to łącznik obwodnicy Essen, drogi B227 z autostradą A44 na węźle Velbert-Langenberg.
Droga ma ok. 4 km długości i na całej długości spełnia parametry autostrady i jest oznakowana jako B227. Droga zastąpiła wąską i krętą B227 pomiędzy Essen-Kupferdreh i Heffel.